# ブラッド・ボイルズ
ブラッドリー・ロイ・ボイルズ（Bradley Roy Voyles、 1976年12月30日 - ）は、アメリカ合衆国ウィスコンシン州出身の元プロ野球選手（投手）。
福岡ダイエーホークス時代に入団した最後の選手である。

## 経歴
2001年にカンザスシティ・ロイヤルズでメジャーデビュー。主に中継ぎを務める。
2003年には先発も務めたが3年間で白星を挙げることはできなかった。
2004年は3Aで主に先発として10試合に登板し3勝2敗の数字を残していたが、抑え投手の不在に悩んでいたダイエーが投球回数以上の三振を奪うことを評価し、6月9日に入団決定。ただし、ボイルズが来日・調整する間に三瀬幸司が抑えに定着したことに加え、斉藤和巳が防御率6点台と不振、杉内俊哉が自ら両手を骨折するなどで先発陣に不安を抱えていたことから、当初予定していたリリーフではなく先発として起用されることになった。
7月3日の千葉ロッテマリーンズ戦で初登板初先発を果たしたが、2回途中でKOされて即2軍落ち。その後8月に再昇格してリリーフで2試合に登板するが2試合とも炎上し、結局わずか3試合に登板しただけで9月24日に戦力外通告を受け、帰国した。
帰国後は2005年はニューヨーク・ヤンキース、2006年はセントルイス・カージナルスの3Aでプレーするがメジャー昇格は果たせなかった。2008年は独立リーグであるノーザンリーグのゲーリー・サウスショア・レイルキャッツとメキシカンリーグのプエブラ・パロッツでプレーした。

## 詳細情報

### 年度別投手成績
| 年 度    | 球 団    | 登 板 | 先 発 | 完 投 | 完 封 | 無 四 球 | 勝 利 | 敗 戦 | セ 丨 ブ | ホ 丨 ル ド | 勝 率 | 打 者 | 投 球 回 | 被 安 打 | 被 本 塁 打 | 与 四 球 | 敬 遠 | 与 死 球 | 奪 三 振 | 暴 投 | ボ 丨 ク | 失 点 | 自 責 点 | 防 御 率 | W H I P |
| -------- | -------- | ----- | ----- | ----- | ----- | -------- | ----- | ----- | -------- | ----------- | ----- | ----- | -------- | -------- | ----------- | -------- | ----- | -------- | -------- | ----- | -------- | ----- | -------- | -------- | ------- |
| 2001     | KC       | 7     | 0     | 0     | 0     | 0        | 0     | 0     | 0        | 1           | ----  | 40    | 9.1      | 5        | 1           | 8        | 0     | 1        | 6        | 0     | 0        | 4     | 4        | 3.86     | 1.39    |
| 2002     | KC       | 22    | 0     | 0     | 0     | 0        | 0     | 2     | 1        | 1           | .000  | 131   | 27.2     | 31       | 5           | 18       | 1     | 2        | 26       | 1     | 0        | 21    | 20       | 6.51     | 1.77    |
| 2003     | KC       | 11    | 3     | 0     | 0     | 0        | 0     | 2     | 0        | 0           | .000  | 158   | 31.1     | 47       | 6           | 18       | 1     | 1        | 24       | 3     | 0        | 29    | 25       | 7.18     | 2.07    |
| 2004     | ダイエー | 3     | 1     | 0     | 0     | 0        | 0     | 1     | 0        | --          | .000  | 29    | 3.1      | 12       | 0           | 7        | 0     | 0        | 2        | 2     | 0        | 10    | 9        | 24.30    | 5.70    |
| MLB：3年 | MLB：3年 | 40    | 3     | 0     | 0     | 0        | 0     | 4     | 1        | 2           | .000  | 329   | 68.1     | 83       | 12          | 44       | 2     | 4        | 56       | 4     | 0        | 54    | 49       | 6.45     | 1.86    |
| NPB：1年 | NPB：1年 | 3     | 1     | 0     | 0     | 0        | 0     | 1     | 0        | --          | .000  | 29    | 3.1      | 12       | 0           | 7        | 0     | 0        | 2        | 2     | 0        | 10    | 9        | 24.30    | 5.70    |

### 記録
NPB
- 初登板・初先発：2004年7月3日、対千葉ロッテマリーンズ16回戦（福岡ドーム）、1 1/3回4失点で敗戦投手
- 初奪三振：同上、2回表に今江敏晃から

### 背番号
- 46 （2001年 - 2003年）
- 62 （2004年）